# Sherlock Holmes: Secret of the Silver Earring
Sherlock Holmes: The Case of the Silver Earring,Sherlock Holmes: Secret of the Silver Earring (укр. «Шерлок Холмс: Загадка срібної сережки») — детективна пригодницька відеогра 2004 року, випущена франко-українською компанією Frogwares. Є продовженням гри Sherlock Holmes: Mystery of the Mummy і другою грою в серії «Пригоди Шерлока Холмса».

## Ігровий процес
На відміну від першої гри серії, використовується традиційний для пригодницьких ігор вид від першої особи. Трьохмірні лише персонажі, локації статичні (у наступній грі, «Секрет Ктулху», в 3D було виконано все). Присутні класичні інвентар і блокнот із записами розмов і зручною картою для переміщення, що можуть бути викликані клавішею «пробіл».
Для розслідування у Холмса є спеціальні предмети: збільшувальна лупа, рулетка і колба, на необхідність яких великий детектив іноді натякає фразою «Мені щось потрібно …» (англ. I need something...).
Гра розділена на п'ять рівнів. У кінці кожного гравцеві пропонується пройти вікторину по подіям за допомогою записів Холмса.

## Сюжет
Травень 1897. Шерлок Холмс і Доктор Ватсон запрошені до Шеррінгфорд-Холлу (англ. Sherringford Hall). Господар маєтку, Мелвін Бромсбі (англ. Sir Melvyn Bromsby), хоче розповісти важливу новину про свій будівельний бізнес гостям, але лунає фатальний для нього постріл. Шерлок вирішує розслідувати вбивство до прибуття поліцейських, і разом з Ватсоном розгадує дивні загадки кожного з підозрюваних, включаючи молоду дочку загиблого.

## Цікаві факти
- У грі була використана музика Едварда Гріга, Антоніна Дворжака, Роберта Шумана і Петра Чайковського, виконана Українським симфонічним оркестром.
- Шеррингтон Хоп (англ. Sherringford Hope), що співзвучно з «Шеррінгфорд-Хол» — це ім'я, яке Артур Конан Дойль хотів спочатку дати Шерлоку Холмсу.
- Фінальний ролик гри триває близько 20 хвилин.
- З героїв книг Артура Конан Дойля, крім Шерлока і Ватсона. в грі присутні інспектор Лестрейд, місіс Хадсон і Майкрофт Холмс.